# Scala (Hoogstraat)
De Scala was een bioscoop in de Rotterdamse Hoogstraat 375.
De bioscoop werd in februari 1911 geopend door Emanuel Korozinski (geb. 1870 te Myslowitz). Hij was afkomstig uit Canada waar hij als bioscoopexploitant werkzaam was, en sinds maart 1910 in Rotterdam gevestigd. In november 1911 vertrok Korozinski naar Antwerpen, faillissement volgde in december 1911.
In 1913 was J.A.N.M. Foppe (geb. 1887 te Den Haag) de uitbater van de bioscoop. Frederik Keijzer (1862-1945) trad op als explicateur, de performer die de (zwijgende) film voorzag van commentaar en geluidseffecten. Keijzer was een volksprediker en evangelist die al vroeg de kracht van het nieuwe medium film ontdekte.
Ook deze exploitatie was slechts van korte duur. Het was een tijd waar in hoog tempo nieuwe bioscopen openden, maar daar zaten ook veel eendagsvliegen tussen die het niet lang uithielden. Vooral in en rond de Hoogstraat schoten de filmtheaters als paddenstoelen uit de grond. In 1911 openden in deze straat behalve de Scala ook de Américain Bioscope, Kosmorama, gevolgd door Imperial en Thalia in 1912, Hollandia (1913) en Tivoli (1914). Rotterdammers zagen in en om de Hoogstraat een ware bioscoopkoorts uitbreken.
In 1915 nam Abraham Tuschinski het theater over, en heropende het op 13 november 1915. Tuschinski, hier nog aan het begin van zijn carrière als ondernemer in het bioscoopbedrijf, zou uitgroeien tot een van de bekendste ondernemers van de bedrijfstak in Nederland. Volgens zijn eigen memoires (die we uiteraard met een korrel zout moeten nemen) was Scala voordat hij het overnam, een theater met een povere reputatie. Na een grondige renovatie moest de bioscoop een wat chiquer uitstraling krijgen en mikte Tuschinski op een winkelend publiek dat zich in de middag een uurtje wilde verpozen.
Ergens tussen 1920 en 1924 sloot de bioscoop, die later werd verbouwd tot hotel-restaurant Scala.